# August von Werder

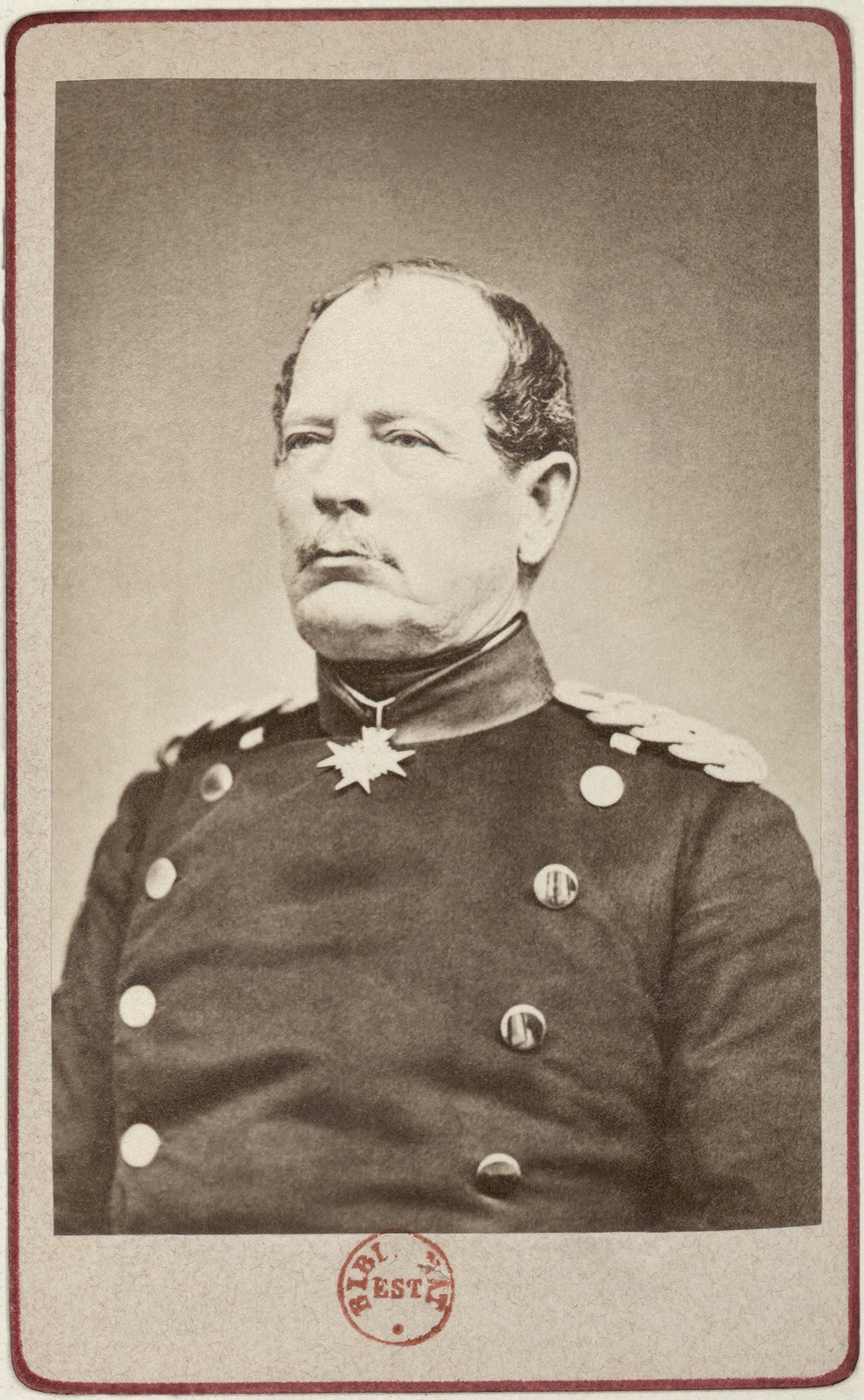
Tướng August von Werder

Karl Wilhelm Friedrich August Leopold Graf von Werder (12 tháng 9 năm 1808 – 12 tháng 9 năm 1888) là một quý tộc và tướng lĩnh quân sự có tên tuổi của Phổ, ông đã đóng một vai trò trong việc thành lập Đế quốc Đức.
Werder sinh ra tại Schloßberg gần Norkitten ở tỉnh Đông Phổ, trong một gia đình quý tộc đã định cử ở vùng đất Wenden cổ giữa các sông Elbe và Havel kể từ thế kỷ 14. Khi Werder chào đời, một trung đoàn long kỵ binh Phổ trong đó cha ông là Đại úy đang trú ẩn ở Đông Phổ sau thất bại trong Chiến tranh Liên minh thứ tư. Ông đã gia nhập Quân đoàn Vệ binh năm 1825, và năm sau ông được chuyển sang lực lượng Bộ binh Cận vệ. Trong vòng nhiều năm liền, ông đã phục vụ như một trung úy của Bộ binh Cận vệ. Vào năm 1839, ông được bổ nhiệm làm giảng viên của đội thiếu sinh quân, và về sau ông được triển khai trong cục đo đạc và bản đồ của Bộ Tổng tham mưu. Trong các năm 1842 – 1843, ông đã tham gia trong các chiến dịch của quân đội Nga hoàng tài vùng Kavkaz, và khi trở về Đức vào năm 1846, ông được phong hàm Đại úy trong một ban tham mưu. Năm 1848, ông kết hôn. Sau đó, có lúc ông làm nhiệm vụ trong trung đoàn, mà cũng có lúc ông làm nhiệm vụ trong ban tham mưu, cho đến khi được phong hàm Thiếu tướng vào năm 1863, và trở thành tư lệnh của một tiểu đoàn bộ binh Cận vệ.
Sau khi cuộc Chiến tranh Áo-Phổ bùng nổ năm 1866, Werder chỉ huy Sư đoàn Bộ binh số 3, và đóng một vai trò đáng kể trong chiến thắng của quân đội tại Gitschin, buộc quân đoàn Áo dưới quyền tướng Eingelheini phải rút lui. Trong trận Königgrätz, đơn vị của ông một lần nữa lập nên chiến công hiển hách, trụ vững trước một trận công pháo khốc liệt của quân đội Áo Habsburg. Ông trở về nước với quân hàm Trung tướng và được tặng thưởng Huân chương Quân công (Pour le Mérite) vì những đóng góp của mình trong chiến dịch. Ông được đưa đến Stettin trong thời gian hòa bình, với tư cách là chỉ huy Sư đoàn số 3. Khi Chiến tranh Pháp-Phổ bùng nổ vào năm 1870, ông được triển khai trong ban tham mưu của Thái tử Friedrich Wilhelm, người chỉ huy của Tập đoàn quân số 3. Ông chỉ huy một quân đoàn hỗn hợp của Württemberg và Baden trong trận Wœrth. Sau khi tướng Gustav von Beyer, người được giao trọng trách đánh chiếm Strasbourg, lâm bệnh, tướng Werder được cử làm tư lệnh của đội quân Đức hội tụ ở phía trước Strasbourg, với quân số lên tới 5 vạn người đến từ Phổ, Bayern, Baden, … Vào ngày 27 tháng 9 năm 1870, sau một cuộc vây hãm kéo dài 6 tuần, Strasbourg bị buộc phải đầu hàng, và Trung tướng Werder được thăng cấp Thượng tướng Bộ binh.
Sau chiến thắng tại Strasbourg, Werder trở thành tư lệnh của Quân đoàn XIV mới được thành lập. Vào ngày 6 tháng 10 năm 1870, Ông đã đánh tan tác Tập đoàn quân phía Bắc của Pháp dưới quyền tướng Cambriel trong trận Etival (bất chấp ưu thế về quân số của Pháp theo một số tài liệu), gây cho quân đội Pháp nhiều thiệt hại. Đến ngày 22 tháng 10, ông giành chiến thắng vang dội trước Cambriel trong trận Ognon, đẩy các lực lượng của ông này vào trình trạng hỗn loạn. Sau đó, Werder tiến quân về phía tây, đánh một đạo quân Pháp thiệt hại nặng trong trận Gray, buộc quân Pháp phải bỏ chạy. Ông phái tướng Beyer tiến đánh và chiếm được Dijon vào ngày 30 tháng 10. Cuối tháng 11, Werder đã đánh tan một đợt tấn công của Tập đoàn quân Vosges tình nguyện cho Pháp do Giuseppe Garibaldi chỉ huy vào Dijon, và truy kích đối phương đến Auton. Từ Dijon, Werder đã phái tướng von der Goltz kéo một quân đoàn nhỏ đến Langres và đánh bại quân Pháp trong trận giao tranh tại Longeau. Tuy nhiên, do tình hình khó khăn, Werder đã quyết định từ bỏ Dijon.
Vào ngày 18 tháng 12, cuộc tấn công của một quân đoàn mới của Pháp do tướng Cremer chỉ huy bị đập tan trong trận Nuits. Khi tướng Charles Denis Bourbaki chỉ huy một tập đoàn quân Pháp tiến hành giải vây cho Belfort, tướng Werder đã tiến đánh Bourbaki và giao chiến với viên tướng Pháp trong trận Villersexel tàn khốc, và trận chiến đã tạo điều kiện cho ông yểm trợ cho các đạo quân Đức đang vây hãm Belfort. Trong các ngày 15, 16 và 17 tháng 1 năm 1871, Werder với bất lợi lớn về quân số đã bẻ gãy các cuộc tấn công của Bourbaki trong trận sông Lisaine, buộc Bourbaki phải triệt binh với ý định giải vây Belfort đã bất thành. Thắng lợi này đã khiến cho người miền Nam Đức vô cùng phấn khởi, và vua Wilhelm I của Phổ trong thư gửi cho Werder đã ghi nhận: "Tướng Werder, – cuộc phòng ngự anh dũng thắng lợi của ông ở vị trí của mình trong 3 ngày, đằng sau một pháo đài đang bị vây hãm, là một trong những chiến tích vĩ đại nhất trong suốt lịch sử". Nhà vua cũng trao cho ông Đại Thập tự của Huân chương Đại bàng đỏ cùng với một thanh gươm do chiến thắng này.
Sau khi cuộc chiến tranh kết thúc, Werder chỉ huy các lực lượng Baden, giờ đây là Quân đoàn XIV của Đế quốc Đức, cho đến khi ông về hưu vào năm 1879. Khi về phép, ông được phong làm Bá tước. Ông qua đời năm 1888 tại Grüssow ở Pommern. Trung đoàn Bộ vinh số 30 (Rhein số 4) đã được đặt theo tên ông, và một bức tượng Werder được dựng lên tại Freiburg im Breisgau.

## Lưu ý
Chú ý đến tên gọi của ông: Graf là một tước hiệu, tương đương với Bá tước, chứ không phải là một tên riêng hoặc tên lót. Trước năm 1919, tước hiệu nằm ở phía trước tên riêng. Tước hiệu cũ của những người còn sống sau năm 1919 là thành phần thuộc tên họ, do đó nằm phía sau tên thánh và không thể được dịch. Tước vị tương đương với Nữ Bá tước là Gräfin.